# 小泉和子
小泉 和子（こいずみ かずこ、1933年11月19日 - ）は、日本の民俗学者・歴史学者・生活史研究家。小泉和子生活史研究所代表。昭和のくらし博物館館長。NPO法人昭和のくらし博物館理事長。家具道具室内史学会会長。重要文化財熊谷家住宅館長。
父の小泉孝（1901 - 1982）は建築技師で、自ら設計施工した自宅が、登録有形文化財になり、昭和のくらし博物館（東京都大田区）として公開されている。日本社会党の衆議院議員を務めた野間千代三は母方の叔父である。

## 略歴
東京生まれ。女子美術大学で洋画をまなび、卒業後家具製作会社に入社。1970年東京大学工学部建築学科の研究生となり、日本家具・室内意匠史を研究。1971年生活史研究所を設立。1986年「日本住宅において家具調度が室内意匠に与えた影響に関する研究」で東京大学工学博士。1999年から東京大田区の生家を「昭和のくらし博物館」として公開する。2001年から2007年京都女子大学教授。

## 著書
- 『日本の美術 和道具』（小学館、ブック・オブ・ブックス） 1977
- 『家具と室内意匠の文化史』（法政大学出版局） 1979
- 『箪笥』（法政大学出版局、ものと人間の文化史） 1982
- 『道具が語る生活史』（朝日選書） 1989
- 『台所道具いまむかし』（平凡社） 1994
- 『日本史小百科 家具』（東京堂出版） 1995
- 『室内と家具の歴史』（中央公論社） 1995、のち文庫
- 『和家具』（小学館） 1996
- 『昭和台所なつかし図鑑』（平凡社、コロナ・ブックス） 1998
- 『道具と暮らしの江戸時代』（吉川弘文館、歴史文化ライブラリー） 1999
- 『昭和のくらし博物館』（田村祥男写真、河出書房新社、らんぷの本） 2000
- 『和食の力』（平凡社新書） 2003
- 『西洋家具ものがたり』（河出書房新社、らんぷの本） 2005
- 『昭和すぐれもの図鑑』（田村祥男写真、河出書房新社、らんぷの本） 2007
- 『「日本の住宅」という実験 風土をデザインした藤井厚二』（農山漁村文化協会、百の知恵双書） 2008
- 『昭和の家事 母たちのくらし』（河出書房新社、らんぷの本） 2010
- 『船箪笥の研究』（思文閣出版） 2011
- 『図説日本インテリアの歴史』（河出書房新社、ふくろうの本） 2015
- 『茶と室内デザイン』（思文閣出版） 2015
- 『昭和なくらし方』（河出書房新社、らんぷの本） 2016
- 『くらしの昭和史』（朝日新聞出版、朝日選書） 2017

### 共編著
- 『旧沼津御用邸の家具 明治宮廷の洋風文化 沼津御用邸記念公園西附属邸家具修繕報告書』（編著、沼津市） 1995
- 『銀座育ち 回想の明治・大正・昭和』（小泉孝共著、朝日選書） 1996
- 『絵巻物の建築を読む』（玉井哲雄, 黒田日出男共編著、東京大学出版会） 1996
- 『類聚雑要抄指図巻』（川本重雄共編、中央公論美術出版） 1998
- 『占領軍住宅の記録』（高藪昭, 内田青蔵共著、住まいの図書館出版局、住まい学大系） 1999
- 『桶と樽 脇役の日本史』（編、法政大学出版局） 2000
- 『ちゃぶ台の昭和』（編、河出書房新社、らんぷの本） 2002
- 『洋裁の時代 日本人の衣服革命』（編著、OM出版、百の知恵双書） 2004
- 『昭和のキモノ』（編、河出書房新社、らんぷの本） 2006
- 『家で病気を治した時代 昭和の家庭看護』（編著、農山漁村文化協会、百の知恵双書） 2008
- 『女中がいた昭和』（編、河出書房新社、らんぷの本） 2012
- 『少女たちの昭和』（河出書房新社、らんぷの本） 2013
- 『昭和の結婚』（河出書房新社、らんぷの本） 2014
- 『パンと昭和』（河出書房新社、らんぷの本） 2017
- 『楽しき哀しき昭和の子ども史』（河出書房新社、らんぷの本） 2018

## 翻訳
- 『仕事ばんざい ランベルト君の徒弟日記』（ランベルト・バンキ、中嶋浩郎訳、小泉編、中央公論社） 1992
- 『イギリスの家具』（ジョン・ブライ、西村書店） 1993
- 『図説イギリス手づくりの生活誌 伝統ある道具と暮らし』（ジョン・セイモア、監訳、生活史研究所訳、東洋書林） 2002

## 自著英訳
- Traditional Japanese Furniture アルフレッド・バーンバウム訳 講談社インターナショナル、1986
- Traditional Japanese Chests : a Definitive Guide 英文版 Gavin Frew 訳. 講談社インターナショナル、2010

## 参考
- （有）小泉和子生活史研究所
- 家具道具室内史学会
- 小泉和子, 「日本家具・室内意匠史を教えて6年 (小泉和子先生御退職特集)」『生活造形』 2007年2月, 京都女子大学・京都女子大学短期大学部, 52号 p.1-2, ISSN 09199349, NAID 110006426283